# 資本策略地產
資本策略地產有限公司，簡稱資本策略地產（英語：CSI Properties Limited，港交所：497），在2001年2月15日，由創見太平洋控股有限公司更名而來，現時主要業務物业投资业务，包括上海及香港等地區豪宅。公司前稱資本策略投資有限公司。
總部位於香港金鐘夏悫道13至15号美国银行中心31樓。主席為钟楚义。主要資產些利街2号、伊荣街1号、H8、資本中心、新茂大厦、四季坊等。

## 投資項目
2008年2月，資本策略地產以2.9億元向南豐集團收購藍塘道45號，重新改裝成豪宅項目The Hampton出售。
2010年12月，資本策略地產以13.8億元出售尖沙咀漢口道模漢大廈。
2011年1月，資本策略地產以11.6億元人民幣向ARA資產管理出售上海盛邦國際大廈。上海盛邦國際大廈原本是由資本策略地產聯同雷曼兄弟共同收購的物業，但因後來雷曼兄弟破產，資本策略地產收購原雷曼兄弟持有的部份。
2012年4月3日，資本策略地產夥拍基匯資本以23.68億元購入香港九龍諾富特酒店，資本策略地產持有該物業約五成權益。
2012年5月24日，資本策略地產以5.315億元投得沙田九肚山第56A區B5地盤，每方呎樓面地價10,551元，
2012年5月30日，資本策略地產以14.028億元購入包氏基金持有的渣甸山白建時道47至49號Monterey Court松園全幢，以總樓面7.3306萬方呎計算，呎價19136元。9月26日，資本策略旗下尚家生活，與高富諾及泛海國際合作，重建渣甸山松園。
2012年年尾，資本策略地產以6.8億出售尖沙嘴厚福街H8全幢銀座式商廈。其後，資本策略地產向德祥地產以7.3億元購入旺角彌敦道703至705號商廈金鑽璽，然後再拆售。
2013年5月9日，資本策略地產以九龍灣常悅道9號企業廣場第1、2及3座12樓全層，連2個車位，面積合共約40,505方呎，分別以9,163.7萬、9,163.7萬及8,000萬易手，合共涉資2.63274億元
2013年11月21日，資本策略地產現放售的安盛中心17至23樓共7層，總樓面約11萬方呎，每層約1.5萬多方呎，物業連同大廈廣告位及29個車位一併出售。市場估計，該批物業市值約17億元，平均呎價約1.5萬元。據悉現時該廈低層戶平均成交呎價約1.4萬元
2014年2月13日資本策略地產以2.2306175億元，呎價15278元出售安盛中心23樓，面積約1.46萬方呎，連3個車位，給天津物產集團(香港)有限公司(TEWOO GROUP (HONG KONG) LIMITED)，
2014年8月20日資本策略地產以約4.27億元投得新界屯門第10區仁政街地皮，地盤面積約為1,174平方米，可建樓面面積為80,478萬平方呎，樓面呎價5,307元。資本策略主席鍾楚義表示，該地皮位置優越，且區內已有不少大型發展商進駐，適合高消費年輕人，計畫將地皮的住宅部分打造成精品上車盤。
2015年4月16日資本策略地產旗下尚家生活以3.022億元，每方呎樓面地價9127元，上水粉錦公路住宅地，佔地68,986方呎，以地積比0.48倍計，可建樓面約為33,110方呎，以成交價3.022億元計，每方呎樓面地價9127元，創新界北區新高，
2015年6月1日德祥地產（0199）、泛海國際（0129）資本策略（0497）聯手以11.76億購入西半山寶珊道23號全幢，住宅樓面實呎約5.5萬元。原業主簡悅強家族人士於2006年以8,000萬元向恒生銀行元老梁昌家族購入整幅地皮，若以現時的成交價錢計算，帳面可獲利10.95億元（不計算重建成本）
2015年6月17日百利大間接全資附屬Equal Force Limited於資本策略訂立買賣協議 ，以18.25億元出售山頂道8、10及12號19個分層及1幢洋房，33個停車位及5個摩托車停車位
2015年7月21日，資本策略地產以4.99億元向百利大出售灣仔安盛中心20及21樓及7個車位。
2017年7月18日恒和珠寶透過旗下全資附屬公司以11.8億元向豐泰地產及資本策略地產購入灣仔道232號商業項目，地盤面積約5798方呎，而恆和現擬將該地塊重新發展成一座總樓面面積約為86,970平方呎之商業樓宇

2017年10月9日資本策略地產以5.35億港元向周正毅及毛玉萍或有關人士購入白建時道81號屋地，屋地佔地9,185平方呎，目前建有一幢4,604平方呎的洋房，以地積比率0.6倍計算，可建樓面5,511平方呎，折算每呎樓面地價高達97,079元，創同區地價新高。
2017年10月24日永泰地產（佔65%）及資本策略地產（佔35%）合組財團Southwater Hong Kong Limited以116.2億港元，奪得市建局卑利街、嘉咸街地盤C項目，地盤位於嘉咸街、結志街及閣麟街, 地盤面積2萬8901平方呎,以項目可建樓面面積43萬3520平方呎面積計算，每方呎樓面地價約2.68萬元， 另外, 提供一個不少於1萬4100平方呎的公眾休憩用地.2018年11月資本策略增加合營公司至50%。
2018年1月15日資本策略地產公布，將與盈大地產共同重建中環己連拿利3至6號住宅項目。根據合營安排，資本策略地產將收取現金約20.02億元及分享該項目所有未來溢利50%，項目地盤面積1.17萬方呎，將可重建為一座約10.2萬方呎頂級豪宅。
2018年2月5日金輪天地控股以8.438億元向資本策略地產購入天后電氣道68及70號以及琉璃街2C及2D地盤，已獲屋宇署批建一幢25層高商廈，以可建約51975方呎樓面計，折合每呎樓面地價約16235元。
2018年5月8日港鐵公司公佈信和置業（佔80%）和資本策略地產（佔20%）合組的騰洋有限公司成功投得油塘通風樓住宅發展項目，項目地盤面積4.34萬方呎，可建樓面32.53萬方呎，補地價15.1499億元，每方呎補地價約4,657元，固定分紅比例為25%，中標財團需負責拆卸現有的政府抽水站、重建一道公共行人路及斜坡工程，項目可興建一幢樓宇,提供約500個住宅單位，預期2025年落成。
2018年6月資本策略以約19億元買入位於彌敦道241-243號的金峰大廈(GFA約62,000方尺)。
2018年8月，資本策略(佔25%)聯冋其他伙伴以約75億元購入位於九龍灣的傲騰廣塲(GFA約680,000方尺)。
2019年2月18日資本策略地產旗下尖沙咀亞士厘道21至27號地盤，獲屋宇署批興建一幢20層高的商廈，總樓面面積約97,287方呎。
2019年4月，資本策略以約4.5億元完成收購位於中環威靈頓街94和96號物業。
2019年6月27日建灝地產集團以17.6億港元向資本策略地產購入尖沙咀亞士厘道21至27号1幢住宅及2幢商廈，地盤面積約8107方呎，已獲批興建為一座商業大廈，可建總樓面面積約97284方呎計算，成交呎樓約18,503元。
2019年7月資本策略斥2300萬收購最後1伙約400平方尺位於中環曾昭灝大厦單位，成功統一大厦業權，前後累斥4.5億元。以地盤面積約4,200平方尺，並以15倍地積比率申請重建推算，可建面積達53,000平方尺，等於平均地價約$8,491/sq.ft.。
2019年8月資本策略斥1.85億元收購中環威靈頓街92號地下、2至4樓及天台 (佔大厦逾83%業權)，成功統一92號至96號三個相連號碼，前後累斥6.66億元。以地盤面積約2,900平方尺，並以15倍地積比率申請重建推算，可建面積達43,000平方尺以上，等於平均地價約$15,490/sq.ft.以下。

## 連結
- CSIGroup.hk （页面存档备份，存于）